# Leiophron afra
Leiophron afra är en stekelart som först beskrevs av De Saeger 1946.  Leiophron afra ingår i släktet Leiophron och familjen bracksteklar. Inga underarter finns listade i Catalogue of Life.